# Andy Escudero
Andy Escudero Jara (Alicante, 10 de julio de 1999), más conocido como Andy Escudero, es un futbolista español. Juega como centrocampista en la Agrupación Deportiva Ceuta de la Primera Federación.

## Trayectoria
Escudero nació en Alicante, Comunidad Valenciana, y se unió a la cantera del Atlético de Madrid a la edad de 14 años, procedente del Alicante CF de su ciudad natal. 
El 21 de julio de 2018, tras finalizar su etapa de juveniles, fue cedido a la UD Sanse de la Segunda División B de España.
El 7 de agosto de 2019, firma por el Real Murcia de la Segunda División B de España.
El 29 de enero de 2020, después de haber tener pocas oportunidades, firma por el Club de Fútbol Intercity de la Tercera División de España, con el que logró el ascenso a la Segunda División RFEF. 
El 9 de julio de 2021, Escudero llegó a un acuerdo con el CD Alcoyano de la Primera División RFEF.
El 12 de julio de 2022, firma por el Club Gimnàstic de Tarragona de la Primera Federación.
El 7 de julio de 2024, se confirma su fichaje por la Asociación Deportiva Ceuta.

## Clubes
| Club                        | País   | Año              |
| --------------------------- | ------ | ---------------- |
| Club Atlético de Madrid "B" | España | 2018−2019        |
| UD Sanse (cedido)           | España | 2018-2019        |
| Real Murcia CF              | España | 2019−2020        |
| Club de Fútbol Intercity    | España | 2020−2021        |
| CD Alcoyano                 | España | 2021−2022        |
| Club Gimnàstic de Tarragona | España | 2022-2023        |
| A.D. Ceuta                  | España | 2024-Actualidad. |